# استان باتمان
استان باتمان (کردی:Êlih، ترکی:Batiman) از استان‌های جنوب شرقی کشور ترکیه است.
این استان در ناحیه آناتولی جنوب شرق واقع شده که مرکز آن شهر باتمان است.
جمعیت این استان کمی بیشتر از نیم میلیون نفر است که ۴۰۰،۰۰۰ نفر در شهر باتمان ساکن‌اند.
مکان‌های دیدنی آن عبارتند از صومعه عبدالله درویش و پل‌های جامع‌الرزق و حصن کیف.

## شهرستان‌ها

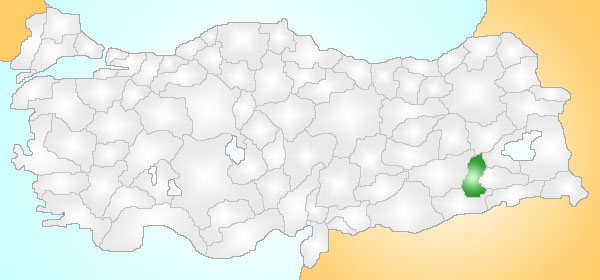
محل استان باتمان در نقشهٔ ترکیه

استان باتمان ۶ شهرستان دارد:
- باتمان (Batman)
- بشیری (Beşiri)
- گرجوش (Gercüş)
- حصن کیف (Hasankeyf)
- کوزلوک (Kozluk)
- ساسون (Sason)